# هوس (فريمان)
هوس (بالفارسية: هوس) هي قرية تقع في قسم فريمان الريفي في إيران. يقدر عدد سكانها بـ 397 نسمة بحسب إحصاء 2016.